# Márton Dárdai
Márton Dárdai (ur. 12 lutego 2002 w Berlinie) – węgierski piłkarz niemieckiego pochodzenia, grający na pozycji obrońcy w Hertha BSC oraz w reprezentacji Węgier.

## Życie Prywatne
Jego ojcem jest Pál Dárdai, który jest trenerem Herthy BSC. Ma braci, którzy również są piłkarzami: Palkó i Bence. Wszyscy bracia są również zawodnikami Herthy.